# مارك بلاك (لاعب كرة القدم الأسترالية)
بليك مارك (ولد في 9 سبتمبر 1985) هو لاعب كرة القدم الأسترالي القواعد لكرة القدم نادي جيلونج في دوري كرة القدم الأسترالية (القوات المسلحة الليبيرية).
وruckman، في 1.99 متر (6 أقدام و 6 إنشات) و 100 كجم (220 رطل)، وشكلت بليك جزءا محوريا من الثنائي ثنية جيلونج، وجنبا إلى جنب مع Ottens براد.
مهنة
لأول مرة انه تمت صياغة مشروع بليك في القوات المسلحة الليبيرية 2003 تحت حكم والد وابنه، في عام 2005 في لعبة خاسرة أمام حشد من 28165 في SCG. بدأ بليك أول أهداف الوظيفي ضد اثنين من ريتشموند في ملعب المهرة في الجولة 18، 2007.
بعد أن أثر يذكر في نهائي عام 2007 ضد الأولية كولنغوود، أسقطت بليك عشية نهائي 2007 لقائد القوات المسلحة الليبيرية الكبرى جيلونج السابق وruckman، ستيفن كينغ.
وكان عام 2008 عاما ناجحا لبليك، رؤيته تصبح دائمة جزءا من ثنية جيلونج الثنائي إلى جانب براد Ottens. المتقدمة بليك كلاعب كرة قدم كبيرة في عام 2008، وحسنت له حول عمل الأرض.
الحياة الشخصية
حضر بليك في المدرسة الثانوية العليا في بلمونت في جيلونج، ولعب كرة القدم على مستوى القاعدة لبارون الجنوبية في كرة القدم جيلونج. بليك يشارك حاليا في حرم جامعة ديكن جيلونج وتدرس للحصول على درجة بكالوريوس التجارة في العلوم المالية. بليك أيضا يلعب لعبة الكريكيت لنيوتاون وChilwell نادي الكريكيت والأوعية بسرعة.

## وصلات خارجية
- مارك بلاك على موقع AustralianFootball.com (الإنجليزية)
- مارك بلاك على موقع AFLtables.com (الإنجليزية)

1. 1 2  جداول كرة القدم الأسترالية، QID:Q19360207